# Мирцштегске реформе
Мирцштегске реформе (мкд. Мирцштешки реформи) су биле програм реформи управе у Битољском, Солунском и Косовском вилајету Османског царства који су велике силе, уз пресудну улогу Аустрије, наметнуле Османском царству и који је делимично био спровођен у периоду 1904—1909. године. Програм је добио име по месту Мирцштег у Штајерској у којем је била ловачка колиба у Штајерској у којој су боравили од 30. септембра до 2. октобра 1903. аустријски и руски цареви са сарадницима и постигли коначан договор о тексту реформи.

## Велике силе и Македонија почетком 20. века
Као повод за наметање програма Мирцштегских реформи су послужили наводи о бројним масакрима и безвлашћу у овим вилајетима, док су стварни мотив били интереси шест великих сила на Балкану, од којих је свака настојала да појача свој утицај на Балкану на рачун других. Једино је Немачка била релативно незаинтересована за ове реформе, јер је желела да задржи добре односе са Османским царством, па је само послала свог војног изасланика у Македонију. Најзаинтересованије су биле Аустроугарска и Италија, које су се бориле за превласт над обалом Јадранског мора. Имајући у виду и интересе осталих великих сила, може се закључити да је једини разлог што велике силе нису извршиле војну интервенцију на Балкану био не војна сила Османског царства већ њихов ривалитет. Османско царство је вешто користило ривалитет великих сила и успевало да умањи ефикасност реформи.
После неуспеха Илинденског устанка су се 1903. године састали у Бечу представници Аустроугарског царства и Руске Империје у циљу дефинисања програма реформи за Македонију. 
Велике силе су још крајем 1902. године почеле са покушајима да наметну разне планове реформи Османском царству, али су сви ови покушаји резултовали већим или мањим неуспехом, па и први од ових планова, познат као Бечки план.

## Проширење Бечког плана
Руски и Аустријски цар су се сложили да се изврше проширења реформи предвиђена Бечким планом, усвојеним у фебруару 1903. у Бечу, на три основна начина:
- Реформом жандармерије, која би укључила и хришћанско становништво и стране официре
- Реформа финансија, кроз већу самоуправу у Косовском, Солунском и Битољаком вилајету (формирање буџета на нивоу вилајета, мање намете....)
- Реформа правосуђа, кроз судске реформе у сва три вилајета (именовање локалних хришћана за судије)

### Реформа жандармерије
Једна од првих реформи је била реформа жандармерије. Свака велика сила је поставила своје представнике да учествују у управљању жандармеријом у појединим областима. Аустроугарска је била задужена Скопски округ, Русија за Солунски вилајет, Италија за Битољски вилајет, Велика Британија за Драму и Француска за Сер. Ове реформе нису имале за резултат значајне промене због недовољног броја жандарма које су послале велике силе као и због сарадње Аустроугарске и Османског царства.

### Реформа финансија
Османско царство је успевало да избегне примену одредби везаних за реформу буџета је била одлагана до краја 1905. године. Тада је формирана Финансијска комисија предвиђена програмом реформи, што је у одређеној мери било последица и демонтрације поморске силе коју су предузеле велике силе у близини Дарданела.

### Реформа правосуђа
Реформа правосуђа није била спроведена због неслагања великих сила све до младотурске револуције када је укључена у програм уставних реформи.

## Младотурска револуција и Мирцштегске реформе
Младотурска револуција је означила прекид Мирцштегских реформи јер су младотурци уставним реформама спроведеним у јулу 1908. већ прописали најзначајније елементе планираних реформи. Због тога је почетком 1909. године дошло до повлачења страних официра из жандармерије и половином 1909. до суспензије финансијског комитета.